# Veľké Chyndice
Veľké Chyndice est un village de Slovaquie situé dans la région de Nitra.

## Histoire
Première mention écrite du village en 1234.

## Démographie

### Évolution de la population
| Année:               | 1994. | 2004.   | 2014.   | 2024.   |
| -------------------- | ----- | ------- | ------- | ------- |
| Nombre de personnes: | 367   | 342     | 319     | 339     |
| Différence:          |       | -6,81 % | -6,72 % | +6,26 % |

| Année:               | 2023. | 2024.   |
| -------------------- | ----- | ------- |
| Nombre de personnes: | 344   | 339     |
| Différence:          |       | -1,45 % |